# 222 Lucia
För andra betydelser, se Lucia (olika betydelser).
222 Lucia eller A899 EC är en asteroid i huvudbältet som upptäcktes den 9 februari 1882 av den österrikiske astronomen Johann Palisa. Den fick senare namn efter dottern till Johann Nepomuk Wilczek, den österrikiske greven och främjaren av polarforskning.
Den tillhör asteroidgruppen Themis.
Lucia senaste periheliepassage skedde den 30 april 2022. Dess rotationstid har beräknats till 7,8 timmar. Asteroiden har uppmätts till diametern 54,66 kilometer.